# Television New Zealand
Television New Zealand (en español, «Televisión Nueva Zelanda»), más conocida por sus siglas TVNZ, es la empresa pública de televisión de Nueva Zelanda. Actualmente gestiona tres canales de televisión (TVNZ 1, TVNZ 2, y TVNZ DUKE) y un sitio web con vídeo bajo demanda. TVNZ es miembro activo de la Unión Asia-Pacífica de Radiodifusión y miembro asociado de la Unión Europea de Radiodifusión.

## Historia

### Inicios de la televisión (1960 a 1980)
Los orígenes de la televisión pública en Nueva Zelanda se remontan al 1 de junio de 1960, cuando comienzan las primeras emisiones de la New Zealand Broadcasting Corporation (NZBC) desde Auckland (AKTV 2). A la ciudad más poblada del país se le sumaron Christchurch en junio de 1961 (CHTV 3), Wellington (WNTV 1) en julio de 1961, y Dunedin (DNTV 2) en agosto de 1962. Durante sus primeros años la NZBC se mantuvo con un impuesto directo, y debido a la situación geográfica del país fue necesario desarrollar una programación propia.
En un principio las emisoras no estaban conectadas entre sí ni compartían horarios; la NZBC funcionaba como una red de intercambio de programación y noticias. Esta situación se solucionó a partir de julio de 1969, cuando las cuatro emisoras pasaron a estar interconectadas vía satélite. Gracias a esa tecnología pudo emitir sus primeros informativos nacionales en agosto de 1969. Para tomar videos o programas internacionales, que antes eran adquiridos desde Australia, hubo que esperar hasta 1971. La red nacional quedó completada en 1973, año en que también se creó un Consejo Audiovisual.
En 1974 comenzaron las primeras emisiones en color, con motivo de los Juegos de la Mancomunidad de 1974 celebrados en Christchurch. Debido a la falta de medios solo pudieron transmitirse en color las pruebas de natación, atletismo y boxeo.
En abril de 1975 la NZBC quedó disuelta en tres corporaciones estatales: Radio New Zealand, Television One y Television Two. Mientras la primera cadena (TV One) usaría los estudios de Wellington y Dunedin, el segundo canal quiso distinguirse y adoptó la marca South Pacific Television, utilizando los estudios de Auckland y Christchurch. Ambos canales compitieron entre sí durante cinco años.

### Television New Zealand

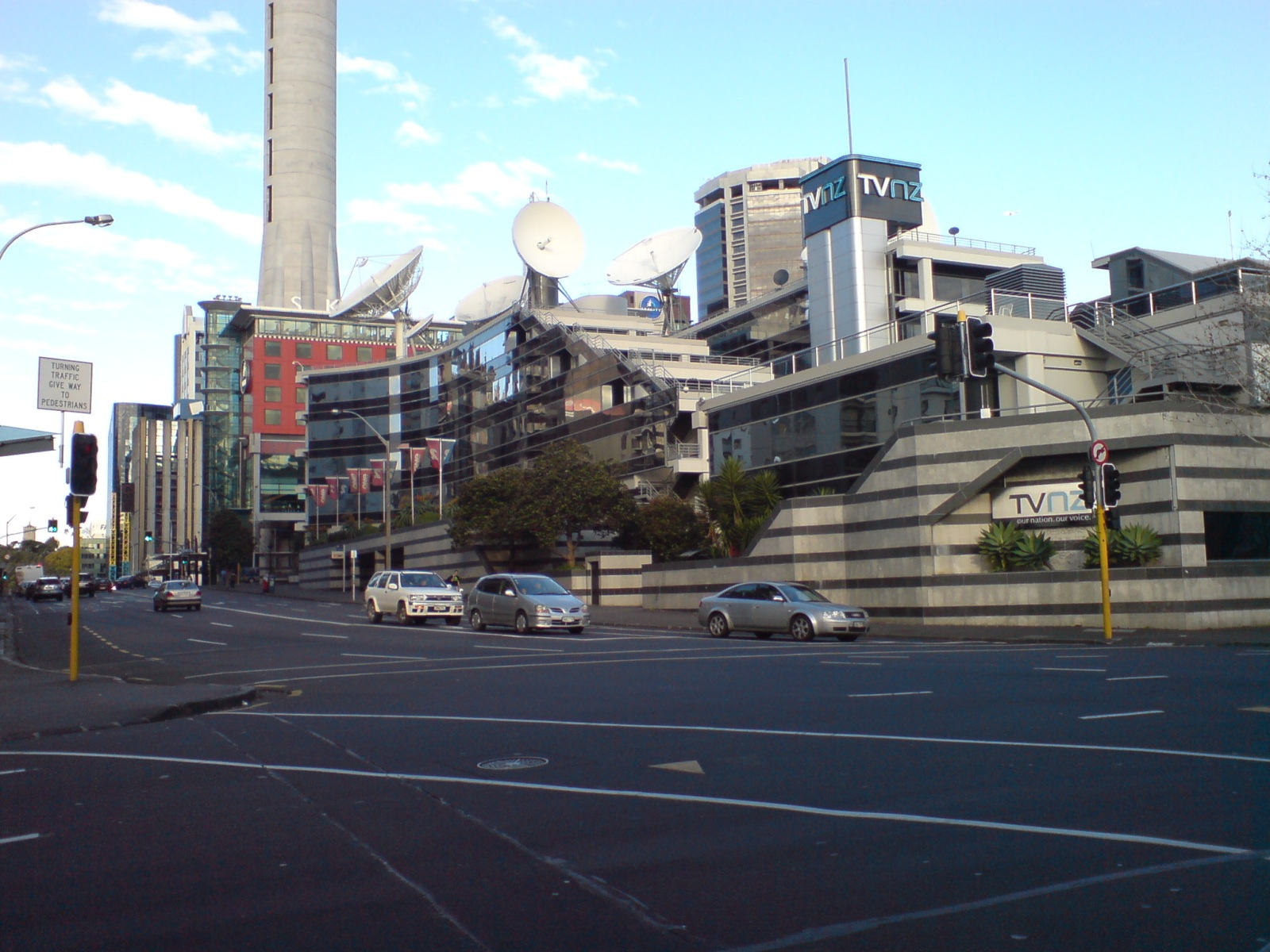
Sede de la TVNZ en Auckland.

El 15 de febrero de 1980, TV One y TV Two se integraron en una única empresa pública, la actual Television New Zealand (TVNZ). Ambos canales pasaron a tener una programación complementaria y serían las únicas opciones disponibles en abierto hasta la llegada de la televisión privada en 1989. Años atrás hubo una propuesta para privatizar TV2, que fue rechazada en 1983.
Entre 1995 y 1997 gestionó una red de televisiones regionales, Horizon Pacific Television, con emisoras en Auckland, Dunedin, Hamilton y Wellington.
La financiación de TVNZ proviene de la venta de publicidad y de la actividad comercial, aunque también recibe aportaciones del estado. El modelo económico y la programación han sido objeto de debate entre los partidos políticos neozelandeses sobre su posible privatización. Al final, el gobierno de Helen Clark aprobó la reestructuración de TVNZ como «Entidad de la Corona» en 2003, con el objetivo de aunar tanto la vocación comercial como las obligaciones de servicio público.
Con la aparición de la televisión digital terrestre, TVNZ ha lanzado canales temáticos de éxito desigual. En 2006 se estrenaron el variado TVNZ 6 (cerrado en 2011) y el informativo TVNZ 7 (cerrado en 2012). Volvieron a crearse tres canales propios en la década de 2010: TVNZ Heartland (2010-2015), el juvenil U (2011-2013) y el infantil TVNZ Kidzone (2011-2016). En 2016 se creó un nuevo canal para el público masculino, Duke (actual TVNZ Duke). 
El 1 de octubre de 2016 se unificó la imagen corporativa de todos los canales de TVNZ con un nuevo logotipo.

## Canales de televisión
- TVNZ 1: Canal de televisión generalista. Fue fundado en 1960 como NZBC TV y en 1975 pasó a llamarse TV One. Su programación está dirigida a un público de mayor edad que el resto de cadenas del grupo, y dirige su programación hacia eventos especiales, deportivos, producción propia e informativos. También tiene una versión en timeshift llamada TVNZ 1 +1.

- TVNZ 2: Canal de televisión generalista fundado en 1975 como South Pacific Television. En 1980 pasó a denominarse TV2. Su programación está dirigida a un público más joven y ofrece la mayoría de las series internacionales de TVNZ. También tiene una versión en timeshift llamada TVNZ 2 +1 desde 2013.

- TVNZ Duke: Canal dedicado al público masculino, disponible en TDT (Freeview) y cable. Comenzó a emitir en 2016.

### Video bajo demanda
- TVNZ+: Un servicio de vídeo bajo demanda y descarga. Lanzado el 20 de marzo de 2007.